# Bindura
Bindura is een stad in de provincie Mashonaland Central, Zimbabwe. De stad ligt in de Mazowevallei ongeveer 88 km ten noordoosten van de hoofdstad Harare op een hoogte van 1070 meter. Er heerst een Chinaklimaat, de meeste neerslag valt in de maanden november t/m april. Volgens de volkstelling van 1982 bedroeg het aantal inwoners 18.243; in 1992 was dit gestegen tot 21.167 en in 2012 tot 46.275 inwoners. Het is de administratieve hoofdstad van de provincie. Bindura Nickel, een dochteronderneming van Asa Resources Group, delft in de omgeving nikkel, koper en kobalt en heeft een smelterij-raffinaderij in bedrijf net ten zuiden van de stad. Landbouwproducten die in de regio worden geteeld zijn katoen en mais. De eerste basisschool in Bindura werd in 1912 geopend.
De Mazowe is een permanent stromende rivier die rond Bindura en door de noordoostelijke buitenwijk stroomt.
Bindura had oorspronkelijk de naam Kimberley Reefs, genoemd naar de goudmijn die in 1901 in bedrijf ging. In 1913 werd de naam veranderd in Bindura toen er aansluiting kwam aan de spoorweg.   Bindura is mogelijk een ver-engelste versie van de Shona-frase pindura mhuka, wat betekent "turn the game".
Anglogold Ashanti delft goud in de Freda-Rebecca mijn. Bindura beschikt over een tamelijk intacte infrastructuur, de voorziening met water, elektriciteit en telefoon is betrouwbaar.  Er is een voldoende schoolsysteem en een University of Science and Technology. De stad is een bolwerk van de Beweging voor Democratische Verandering – Tsvangirai, een politieke partij in Zimbabwe, en de grootste partij in het Huis van Afgevaardigden van Zimbabwe.